# Saint-Denis-Maisoncelles
Saint-Denis-Maisoncelles ist eine ehemalige französische Gemeinde mit 125 Einwohnern (Stand 1. Januar 2022), den Saints-Dionisiens, im Département Calvados in der Region Normandie.
Am 1. Januar 2016 wurde Saint-Denis-Maisoncelles im Zuge einer Gebietsreform zusammen mit 19 benachbarten Gemeinden, die wie Saint-Denis-Maisoncelles alle dem aufgelösten Gemeindeverband Bény-Bocage angehörten, als Ortsteil in die neue Gemeinde Souleuvre en Bocage eingegliedert.

## Geografie
Saint-Denis-Maisoncelles liegt rund 18 Kilometer nördlich von Vire-Normandie und 24 Kilometer südöstlich von Saint-Lô.

## Bevölkerungsentwicklung
| Jahr                             | 1793 | 1836 | 1876 | 1926 | 1946 | 1968 | 1990 | 2013 |
| Einwohner                        | 280  | 292  | 238  | 121  | 142  | 128  | 75   | 98   |
| Quelle: Cassini, EHESS und INSEE |      |      |      |      |      |      |      |      |

## Sehenswürdigkeiten
- Kirche Saint-Denis
- Schloss Saint-Denis